# Flugplatz Žatec/Macerka

i8
i11
i13
Der Flugplatz Žatec/Macerka (ICAO-Code: LKZD) ist ein Flugplatz in der Stadt Žatec im Ústecký kraj in Tschechien. Er wird durch den Klub Letecké Amatérské Asociace Žatek betrieben.

## Lage
Der Flugplatz liegt etwa 2,6 km südwestlich des Zentrums von Žatec.

## Flugbetrieb
Der Flugplatz Žatec/Macerka ist gemäß der Klassifikation im Luftfahrthandbuch der Tschechischen Republik als privater nationaler Flugplatz (private domestic aerodrome) klassifiziert. Er darf daher von Flügen aus Tschechien und aus dem Schengen-Raum angeflogen werden, sofern ein Anflug vorab durch den Betreiber genehmigt wurde (PPR).
Der Flugplatz verfügt über eine 1120 m lange und 40 m breite Start- und Landebahn aus Gras (Richtung 11/29). Es findet Flugbetrieb mit Flugzeugen bis 6500 kg höchstzulässiger Abflugmasse und Ultraleichtflugzeugen statt.